# قرش ضائع
القرش الضائع (الاسم العلمي: Carcharhinus obsoletus) المعروف سابقًا باسم القرش صغير الذيل الكاذب، نوع القرش الترابي وفصيلة البنبكيات، هو نوع نادر جدًا. ويُعرف فقط في غرب وسط المحيط الهادئ، وفي جنوب بحر الصين الجنوبي. فقط ثلاث عينات من هذا النوع معروفة، توجد في بورنيو وفيتنام وتايلاند، وجميعها يزيد عمرها عن 80 عامًا. تم تعيين العينات بشكل مبدئي على أنها تنتمي إلى سمك القرش صغير الذيل (C. porosus)، لكن عددًا من الاختلافات المورفومترية الدقيقة بينت أنها تنتمي إلى جنس القرش الترابي. يشار إليه باسم Carcharinus sp. يختلف هذا النوع عن أنواع القرش الترابي الأخرى عن طريق الوضع النسبي للزعانف الظهرية والشرفية، بالإضافة إلى عدد الفقراته المنخفضة.